# Camptoptera protuberculata
Camptoptera protuberculata is een vliesvleugelig insect uit de familie Mymaridae. De wetenschappelijke naam is voor het eerst geldig gepubliceerd in 1978 door Viggiani.